# Gran Premio de España de Motociclismo de 1966
El Gran Premio de España de Motociclismo de 1966 fue la primera prueba de la temporada 1966 del Campeonato Mundial de Motociclismo. El Gran Premio se disputó el 8 de mayo de 1966 en el Circuito de Montjuïch en Barcelona.

## Resultados 250cc
En la primera carrera de 250cc de 1966, Jim Redman cayó en la primera ronda, con su Honda RC 166 quemándose por completo. Su compañero de equipo Mike Hailwood ganó la carrera por delante de Derek Woodman, quien quedó en segundo lugar con una MZ. En tercer lugar Renzo Pasolini terminó con un Aermacchi Ala d'Oro 350. Hubo muchos abandonos en esta carrera: Tarquinio Provini (Benelli) se retiró cuando iba en segundo lugar debido a los resortes de válvula rotos, Phil Read y Bill Ivy (Yamaha RD 05) comenzaron mal y ambos fallaron debido a problemas de ignición y Ginger Molloy (Bultaco), que era el segundo en ese momento, falló por una rotura en la trasmisión.
| Pos.    | Piloto            | Equipo        | Tiempo     | Pts. |
| ------- | ----------------- | ------------- | ---------- | ---- |
| 1       | Mike Hailwood     | Honda         | 1h 03' 26" | 8    |
| 2       | Derek Woodman     | MZ            | +1 Vuelta  | 6    |
| 3       | Renzo Pasolini    | Aermacchi     | +1 Vuelta  | 4    |
| 4       | Jack Findlay      | Bultaco       | +1 Vuelta  | 3    |
| 5       | Kent Andersson    | Husqvarna     | +2 Vueltas | 2    |
| 6       | Heinz Rosner      | MZ            | +2 Vueltas | 1    |
| 7       | Ramiro Blanco     | Bultaco       | +2 Vueltas |      |
| 8       | Martin Carney     | Bultaco       | +3 Vueltas |      |
| 9       | Grant Gibson      | Yamaha        | +3 Vueltas |      |
| 10      | Anders Bengtsson  | Husqvarna     | +4 Vueltas |      |
| Ret     | Tarquinio Provini | Benelli       | Ret        |      |
| Ret     | Percy Tait        | Royal Enfield | Ret        |      |
| Ret     | Rex Avery         | EMC           | Ret        |      |
| Ret     | Phil Read         | Yamaha        | Ret        |      |
| Ret     | Bill Ivy          | Yamaha        | Ret        |      |
| Ret     | Jim Redman        | Honda         | Ret        |      |
| Ret     | Bruce Beale       | Honda         | Ret        |      |
| Ret     | Tommy Robb        | Bultaco       | Ret        |      |
| Ret     | Ginger Molloy     | Bultaco       | Ret        |      |
| Ret     | Derek Minter      | Cotton        | Ret        |      |
| Ret     | Jacques Roca      | Derbi         | Ret        |      |
| Ret     | Gilberto Milani   | Aermacchi     | Ret        |      |
| Ret     | Francesco Villa   | Montesa       | Ret        |      |
| Ret     | Enrique Sirera    | Montesa       | Ret        |      |
| Ret     | Santiago Herrero  | Lube-NSU      | Ret        |      |
| Ret     | Angel Sanjuán     | Bultaco       | Ret        |      |
| Ret     | Fron Purslow      | DMW           | Ret        |      |
| Ret     | Jorgen Nielsen    | Yamaha        | Ret        |      |
| Ret     | Luis Tarazona     | Bultaco       | Ret        |      |
| Ret     | Salvador Cañellas | Montesa       | Ret        |      |
| Ret     | Barry Smith       | Derbi         | Ret        |      |
| Ret     | Enrique Escuder   | Bultaco       | Ret        |      |
| Ret     | Juan Rodés        | Sanglas       | Ret        |      |
| Ret     | Carlos Vecchi     | Bultaco       | Ret        |      |
| Ret     | Dave Simmonds     | Honda         | Ret        |      |
| Ret     | José Medrano      | Bultaco       | Ret        |      |
| Fuente: |                   |               |            |      |

## Resultados 125cc
En la carrera de 125cc, el equipo Suzuki estuvo particularmente afectado por la mala suerte. Hans-Georg Anscheidt  y Hugh Anderson se retiraron por un sistema de encendido defectuoso. Frank Perris tampoco cruzó la línea. Heinz Rosner (MZ), incluso se detuvo unos cientos de metros antes de la línea de meta por un pistón defectuoso. Era el cuarto en ese momento. La verdadera batalla fue entre los dos cilindros de dos tiempos-Yamaha RA 97 y las Honda Honda RC 149 con motor de cinco cilindros en línea de cuatro tiempos. Finalmente, Bill Ivy (Yamaha) ganó su primer Gran Premio, Luigi Taveri (Honda) quedó en segundo lugar, Ralph Bryans (Honda) fue tercero y Phil Read (Yamaha) cuarto. Read fue en realidad el más rápido en la pista, pero tuvo un mal comienzo.
| Pos. | Piloto              | Moto     | Tiempo     | Pts. |
| ---- | ------------------- | -------- | ---------- | ---- |
| 1    | Bill Ivy            | Yamaha   | 54' 33" 07 | 8    |
| 2    | Luigi Taveri        | Honda    | +17" 68    | 6    |
| 3    | Ralph Bryans        | Honda    | +43" 16    | 4    |
| 4    | Phil Read           | Yamaha   | +51" 32    | 3    |
| 5    | Francesco Villa     | Montesa  | +1' 23" 69 | 2    |
| 6    | José Medrano        | Bultaco  | +1 Vuelta  | 1    |
| 7    | Dave Simmonds       | Tohatsu  | +1 Vuelta  |      |
| 8    | Martin Carney       | Bultaco  | +1 Vuelta  |      |
| 9    | Bruce Beale         | Honda    | +1 Vueltas |      |
| 10   | Jorge Sirera        | Montesa  | +2 Vueltas |      |
| 11   | Grant Gibson        | Bultaco  | +2 Vueltas |      |
| 12   | A. Tassoni          | Tohatsu  | +3 Vueltas |      |
| Ret  | Rex Avery           | EMC      | Ret        |      |
| Ret  | Frank Perris        | Suzuki   | Ret        |      |
| Ret  | Hugh Anderson       | Suzuki   | Ret        |      |
| Ret  | Yoshimi Katayama    | Suzuki   | Ret        |      |
| Ret  | Derek Woodman       | MZ       | Ret        |      |
| Ret  | Heinz Rosner        | MZ       | Ret        |      |
| Ret  | Rudolf Kunz         | Bultaco  | Ret        |      |
| Ret  | Tommy Robb          | Bultaco  | Ret        |      |
| Ret  | Ginger Molloy       | Bultaco  | Ret        |      |
| Ret  | Angel Sanjuán       | Bultaco  | Ret        |      |
| Ret  | José María Busquets | Montesa  | Ret        |      |
| Ret  | George F. Ashton    | Honda    | Ret        |      |
| Ret  | Fron Purslow        | Ducati   | Ret        |      |
| Ret  | Jack Findlay        | Bultaco  | Ret        |      |
| Ret  | Jacques Roca        | Bultaco  | Ret        |      |
| Ret  | Gastón Biscia       | Bultaco  | Ret        |      |
| Ret  | Eglis Sagrera       | Bultaco  | Ret        |      |
| Ret  | K. Samardjian       | Bultaco  | Ret        |      |
| Ret  | Abel Cucurella      | Bultaco  | Ret        |      |
| Ret  | Salvador Cañellas   | Derbi    | Ret        |      |
| Ret  | Barry Smith         | Derbi    | Ret        |      |
| Ret  | Enrique Escuder     | Bultaco  | Ret        |      |
| Ret  | Santiago Herrero    | Lube-NSU | Ret        |      |
| Ret  | Ramiro Blanco       | Bultaco  | Ret        |      |

## Resultados 50cc
Hans-Georg Anscheidt tuvo un mal comienzo de temporada. Comenzó una gran carrera para ponerse al día y con el Suzuki RK 66 solo pudo agachar la cabeza ante Luigi Taveri (Honda RC 116). El Honda también demostró ser muy rápido: Taveri condujo un promedio de 7.2 km / h más rápido que Hugh Anderson en 1965 e incluso solo 1.4 km / h más lento que Bill Ivy en la clase de 125cc. En la carrera de 50cc, Ralph Bryans (Honda) terminó tercero.

| Pos. | Piloto               | Moto     | Tiempo     | Pts. |
| ---- | -------------------- | -------- | ---------- | ---- |
| 1    | Luigi Taveri         | Honda    | 29' 19" 20 | 8    |
| 2    | Hans-Georg Anscheidt | Suzuki   | +11" 62    | 6    |
| 3    | Ralph Bryans         | Honda    | +13" 67    | 4    |
| 4    | Hugh Anderson        | Suzuki   | +17" 45    | 3    |
| 5    | Ángel Nieto          | Derbi    | +1' 58" 7  | 2    |
| 6    | Barry Smith          | Derbi    | +1 Vuelta  | 1    |
| 7    | Martin Carney        | Derbi    | +1 Vuelta  |      |
| 8    | George F. Ashton     | Honda    | +1 Vuelta  |      |
| 9    | Enrique Escuder      | Derbi    | +2 Vueltas |      |
| Ret  | Yoshimi Katayama     | Suzuki   | Ret        |      |
| Ret  | Rudolf Kunz          | Kreidler | Ret        |      |
| Ret  | José María Busquets  | Derbi    | Ret        |      |
| Ret  | Jacques Roca         | Derbi    | Ret        |      |
| Ret  | Jorgen Nielsen       | Derbi    | Ret        |      |
| Ret  | Salvador Cañellas    | Derbi    | Ret        |      |
| Ret  | Jaime Garriga        | Derbi    | Ret        |      |
| Ret  | Francisco Cufi       | Derbi    | Ret        |      |